# Пятигорский, Юлий Владимирович
Ю́лий Влади́мирович Пятиго́рский (31 июля 1889, Мариуполь — 20 сентября 1937, Москва) — советский деятель внешней торговли, организатор кинопроизводства. Жертва политического террора в СССР.

## Биография
Родился в Мариуполе Екатеринославской губернии. По происхождению из мещан, образование — среднее.
В 1918 году — управляющий делами Высшего совета народного хозяйства (ВСНХ), в 1918—1920 годах — управляющий Петроградским отделением Народного комиссариата торговли и промышленности РСФСР (НКТиП). Участвовал в налаживании торговых отношений Советской России со странами Северной Европы. Совместно с Л. Б. Красиным подготовил «Соглашение о возобновлении торговых сношений Дании и России», в августе 1918 года участвовал в переговорах в Петрограде с датским коммерческим атташе А.-П. Андерсеном по вопросу условий сбыта партии российских товаров, отправленных в Копенгаген. В октябре 1918 года Г. Е. Евдокимовым и Пятигорским (с российской стороны) был подписан «Договор о товарообмене между Советской Республикой в лице Народного Комиссариата Торговли и Промышленности и Шведской Торговой Делегацией в Петрограде».
В 1919 году курировал оценочно-антикварную комиссию (ОАК) по классификации и учёту предметов роскоши и художественных ценностей, возглавляемую А. М. Горьким (по другим сведениям — входил в состав комиссии). В феврале 1919 года избран товарищем (заместителем) председателя президиума Комиссии по изучению и практическому использованию производительных сил Севера, созданной по решению коллегии НКТиП.
С апреля 1920 года работал уполномоченным Наркомвнешторга РСФСР в Архангельске (с июля 1920 года — начальник Северного областного управления Наркомвнешторга РСФСР). В августе 1920 года был командирован в Норвегию в качестве коммерческого агента по закупкам. М. М. Литвинов характеризовал Пятигорского норвежским властям как «единственного компетентного специалиста по коммерческим и судоходным делам».
С июля по ноябрь 1921 года — начальник экспортного управления Наркомвнешторга РСФСР, с сентября 1921 года — член Чрезвычайной комиссии по экспорту при Совете труда и обороны (СТО).
В 1922—1923 годах — начальник отдела смешанных обществ управления регулирования Наркомвнешторга СССР. В 1923—1924 годах — председатель правления русско-персидского торгового общества «Рупето» в Тегеране. В 1925—1929 годах — член правления акционерного общества «Текстиль-Импорт». В 1927—1928 годах — член президиума Совета съездов государственной промышленности и торговли СССР.
В мае 1936 года назначен заместителем начальника Управления строительства южной базы Главного управления кинофотопромышленности (ГУКФ) (киногорода в Крыму). В конце 1936 года проект по строительству киногорода не был утверждён правительством, начатые работы были приостановлены. Сторонники постройки киногорода — «советского Голливуда» были обвинены в слепом преклонении перед американской системой производства фильмов, а сам проект был расценен как вредительство.
Арестован 20 марта 1937 года, обвинён в шпионаже и участии в контрреволюционной террористической организации. Приговорён 20 сентября 1937 года Военной коллегией Верховного Суда (ВКВС) СССР к ВМН. В тот же день расстрелян. Место захоронения — Донское кладбище, могила 1. Реабилитирован 13 июня 1957 года ВКВС СССР.